# Panus tephroleucus
Panus tephroleucus är en svampart som först beskrevs av Jean François Montagne, och fick sitt nu gällande namn av T.W. May & A.E. Wood 1995. Panus tephroleucus ingår i släktet Panus och familjen Polyporaceae.   Inga underarter finns listade i Catalogue of Life.